# Tamara Taylor
Tamara Taylor (Toronto; 27 de septiembre de 1970) es una actriz canadiense, más conocida por interpretar a la Dra. Camille Saroyan en la serie de FOX Bones.

## Primeros años
Taylor nació en Toronto (Canadá), de padre afrocanadiense y madre blanca de ascendencia escocesa. Habitual de la televisión estadounidense, su primer papel fue en la película LBJ: The Early Years cuando contaba con 17 años.

## Carrera

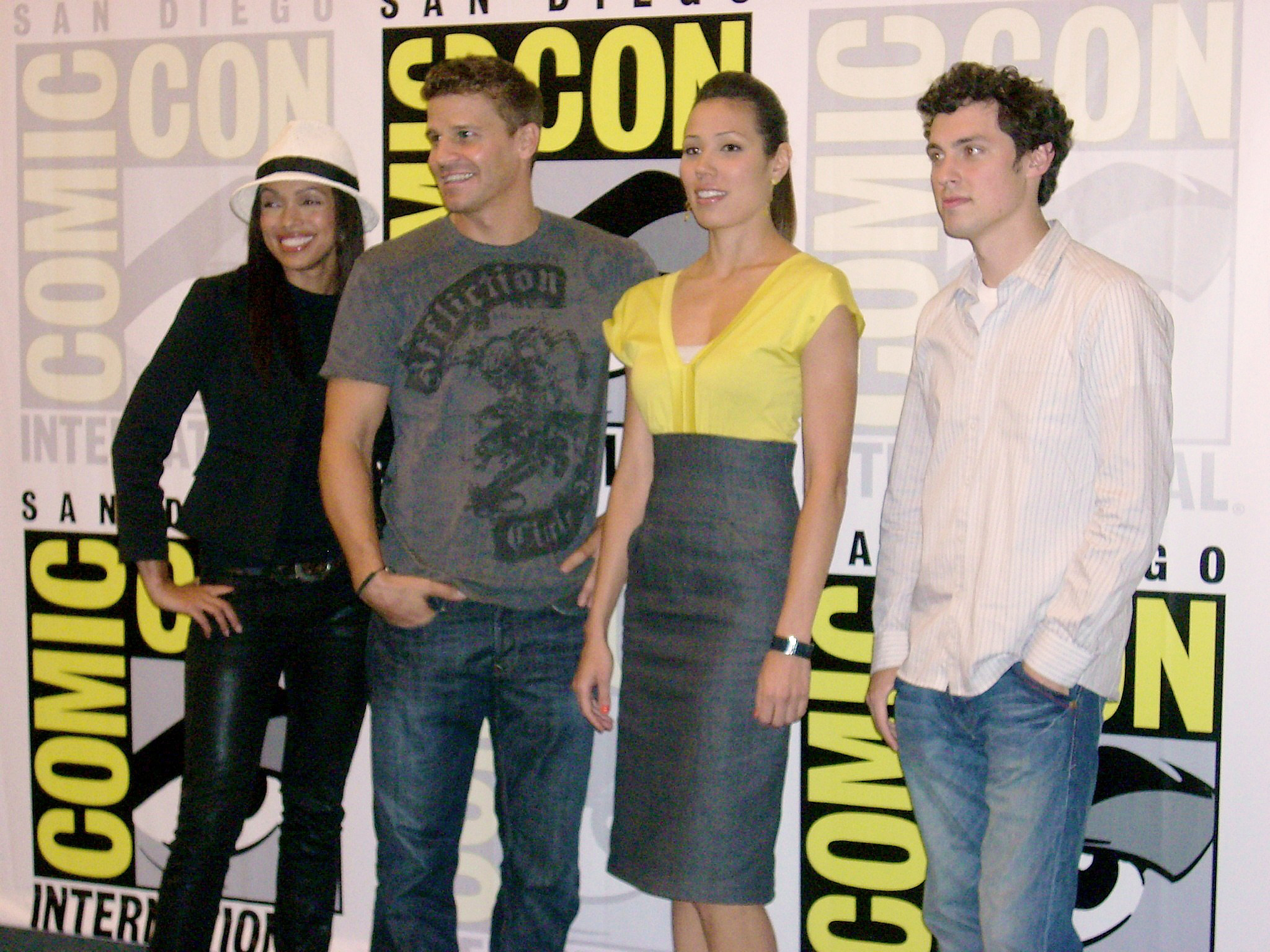
Tamara Taylor y sus compañeros de reparto David Boreanaz, Michaela Conlin y John Francis Daley.

En 1996, participó en la serie Party of Five y en 2000 en la serie médica City of Angels. El resto de su carrera televisiva ha consistido en participar como actriz invitada en numerosas series, como NCIS, Numb3rs, CSI: Miami, Dawson's Creek, Providence, Sin rastro, Six Feet Under, Becker y Lost.
En 2005, interpretó a Debrah Simmons en la película Diary of a Mad Black Woman. También tuvo un pequeño papel en la película Serenity.
En 2006, apareció en el primer capítulo de la segunda temporada de la serie de FOX Bones, interpretando a la Dra. Camille "Cam" Saroyan. Durante los primeros seis capítulos de esta temporada solo aparecía acreditada como actriz invitada. A partir del séptimo capítulo ya aparecía como actriz principal, y su nombre y su imagen aparecían en la cabecera de la serie.

## Filmografía

### Cine y televisión
- LBJ: The Early Years (1987)
- A Different World (1991)
- Freshman Dorm (1992)
- Party of Five (16 episodios, 1996-1997)
- Dawson's Creek (2 episodios, 1998)
- Senseless (1998)
- Providence (1999)
- Introducing Dorothy Dandridge (1999)
- Edición Anterior (1999)
- Graham's Diner (1999)
- City of Angels (13 episodios, 2000)
- One Special Moment (2001)
- Born in Brooklyn (2001)
- Hidden Hills (2002)
- Sin rastro (2003)
- Becker (2003)
- Everwood (2003)
- Miracles (2003)
- One on One (2004)
- CSI: Miami (2004)
- Six Feet Under (2004)
- The District (2004)
- Hunt the Truth (3 episodios, 2005)
- Lost (2 episodios, 2005)
- Sex, Love & Secrets (2005)
- Serenity (2005)
- Diary of a Mad Black Woman (2005)
- NCIS (2 episodios, 2005-2006)
- 3 lbs (2006)
- Numb3rs (2006)
- Bones (2006 - 2017)
- Gordon Glass (2007)
- Shuffle (2011)
- Reluctant Nanny (2015)
- Angus Falls (2015)
- Liga de la Justicia: Dioses y monstruos (película animada, como Bekka / Wonder Woman, 2015)
- Justice League: Gods and Monsters Chronicles (serie de TV animada, como Bekka / Wonder Woman, 1 episodio, 2015)
- Altered Carbon (serie de Netflix) (2017)
- October Faction (serie de Netflix) (2020)
- Agents of S.H.I.E.L.D. (serie de TV) (2020)
- Law & Order: Organized Crime (serie de TV) (2021)